# ヒルズボロ (グレナダ)
ヒルズボロ（ヒルズバラ、Hillsborough）とはカリブ海にあるグレナダ領のグレナディーン諸島にあるカリアク島の小さな港町である。カリアク島の中心地であり、プティト・マルティニーク島など周辺島嶼と共に結成しているカリアク島・プティトマルティニーク島属領の主都でもある。
人口811人（2013年推計）の小さな集落地だが、グレナディーン諸島の中では大きな港町である。病院や博物館、サトウキビの製糖工場跡地、町を見下ろす丘には大砲など歴史的建造物もある。ヨットレースのレガッタ・フェスティバルやカーニバルなどイベントが開催されている。メインストリートには店が並び、美しいビーチがあり、観光客が訪れる。18世紀終わりに港町としてヒルズボロは設立された。